# Anna Cinzia Bonfrisco
Anna Cinzia Bonfrisco (ur. 12 października 1962 w Riva del Garda) – włoska polityk, przedsiębiorca i samorządowiec, senator XV, XVI, XVII i XVIII kadencji, posłanka do Parlamentu Europejskiego IX kadencji.

## Życiorys
Kształciła się w zakresie nauk o edukacji. Pracowała jako nauczyciel akademicki, zajęła się też prowadzeniem działalności gospodarczej.
Była działaczką Włoskiej Partii Socjalistycznej. W latach 1988–1992 zasiadała w radzie miejskiej swojej rodzinnej miejscowości. W 1992 zatrzymana w związku z zarzutami korupcyjnymi, została prawomocnie uniewinniona od popełnienia tych czynów.
Powróciła do aktywności politycznej w ramach partii Forza Italia, z którą współtworzyła Lud Wolności. W 2006 po raz pierwszy wybrana w skład Senatu. Z powodzeniem ubiegała się o reelekcję w 2008 i 2013. W trakcie XVII kadencji dołączyła do reaktywowanego ugrupowania FI. Następnie przystępowała do formacji Conservatori e Riformisti oraz PLI, a ostatecznie związała się z Ligą Północną. Z jej ramienia w 2018 po raz czwarty z rzędu uzyskała mandat senatora. W 2019 została natomiast wybrana na eurodeputowaną IX kadencji.